# Adelanto, Kalifornija
Adelanto je grad u američkoj saveznoj državi Kalifornija. Prema popisu stanovništva iz 2010. u njemu je živjelo 31,765 stanovnika.